# Wolfgang Kimmig
Wolfgang Kimmig (* 28. August 1910 in Konstanz; † 24. Mai 2001 in Ludwigsburg) war ein deutscher Prähistorischer Archäologe und Ordinarius an der Universität Tübingen.

## Leben
Wolfgang Kimmig studierte Vor- und Frühgeschichte in Marburg bei Gero von Merhart und in Freiburg bei Georg Kraft, wo er auch 1935 seine Dissertation über die Urnenfelderkultur in Baden abschloss. Kurz vor dem Zweiten Weltkrieg erhielt er ein Reisestipendium des Deutschen Archäologischen Instituts, das ihn vor allem in das östliche Mittelmeergebiet führte. 1942 habilitierte er sich in Freiburg bei Georg Kraft mit Forschungen zur Bronze- und Eisenzeit des Trierer Landes.
Zum Kriegsdienst eingezogen wurde er in Russland verwundet. Als junger Offizier wurde er zum Stab Graf Metternich abgeordnet und mit dem Schutz und der Sicherung der archäologischen Bestände französischer Museen beauftragt. 1946 wurde Kimmig Nachfolger seines Lehrers Georg Kraft an der Universität Freiburg und übernahm gleichzeitig die Leitung der ur- und frühgeschichtlichen Denkmalpflege Südbadens. Schon sehr früh nach dem Zweiten Weltkrieg sorgte Kimmig durch seine aus der Zeit des Krieges geknüpften Kontakte nach Frankreich und in die Schweiz dafür, dass die prähistorische Disziplin in Deutschland wieder Zugang zur europäischen prähistorischen Forschung erhielt. Als Kurt Bittel 1951 eine Gastprofessur in Istanbul übernahm, vertrat ihn Wolfgang Kimmig. Im Jahre 1955 wurde Kimmig dann als Nachfolger Bittels zum Direktor des Instituts für Vor- und Frühgeschichte an der Universität Tübingen berufen.
Verdienste erwarb sich Kimmig vor allem um die Erforschung der Hallstattzeit und der Latènezeit, doch arbeitete er auch über das Mittel- und Jungneolithikum und die frühe Bronzezeit. Über Jahrzehnte hinweg zeichnete Kimmig für das große Grabungsprojekt auf der Heuneburg bei Hundersingen verantwortlich. Er formulierte ausgehend von dessen Ergebnissen das Modell des späthallstattzeitlichen Fürstensitzes, das die Forschung der folgenden Jahrzehnte beherrscht hat. Erst in den vergangenen Jahren zeigen Siedlungsfunde in Hochdorf an der Enz und am Ipf, dass seine Vorstellung des Fürstensitzes als Burg und Unterstadt nur eine Variante der Zentralorte der Späthallstattzeit darstellt. Sein letztes Buch war die Veröffentlichung von Funden aus der Wasserburg Buchau, die von Hans Reinerth ergraben wurde. 
Von 1969 bis 1988 war er Vorsitzender der Gesellschaft für Vor- und Frühgeschichte in Württemberg und Hohenzollern, zu deren Gründungsmitgliedern er gehörte. Anschließend wurde er zum Ehrenvorsitzenden ernannt. 1980 wurde ihm das Verdienstkreuz 1. Klasse der Bundesrepublik Deutschland verliehen. Seit 1985 war er korrespondierendes Mitglied der Heidelberger Akademie der Wissenschaften.

## Schriften (Auswahl)
- Die Urnenfelderkultur in Baden. Untersucht auf Grund der Gräberfunde (= Römisch-germanische Forschungen. Bd. 14, ISSN 0176-5337). de Gruyter, Berlin 1940 (Zugleich: Freiburg (Breisgau), Universität, Dissertation, 1935).
- als Herausgeber mit Kurt Bittel und Siegwalt Schiek: Die Kelten in Baden-Württemberg. Theiss, Stuttgart 1981, ISBN 3-8062-0211-7.
- Die Heuneburg an der oberen Donau (= Führer zu vor- und frühgeschichtlichen Denkmälern in Baden-Württemberg. Heft 1, ZDB-ID 527337-7). Gesellschaft für Vor- und Frühgeschichte in Württemberg und Hohenzollern, Stuttgart 1968 (2. Aufl. 1983).
- Das Kleinaspergle. Studien zu einem Fürstengrabhügel der frühen Latènezeit bei Stuttgart (= Forschungen und Berichte zur Vor- und Frühgeschichte in Baden-Württemberg. Bd. 30). Theiss, Stuttgart 1988, ISBN 3-8062-0789-5.
- Die „Wasserburg Buchau“ – eine spätbronzezeitliche Siedlung. Forschungsgeschichte – Kleinfunde (= Materialhefte zur Vor- und Frühgeschichte in Baden-Württemberg. Bd. 16). Theiss, Stuttgart 1992, ISBN 3-8062-1061-6.